# Enno Becker

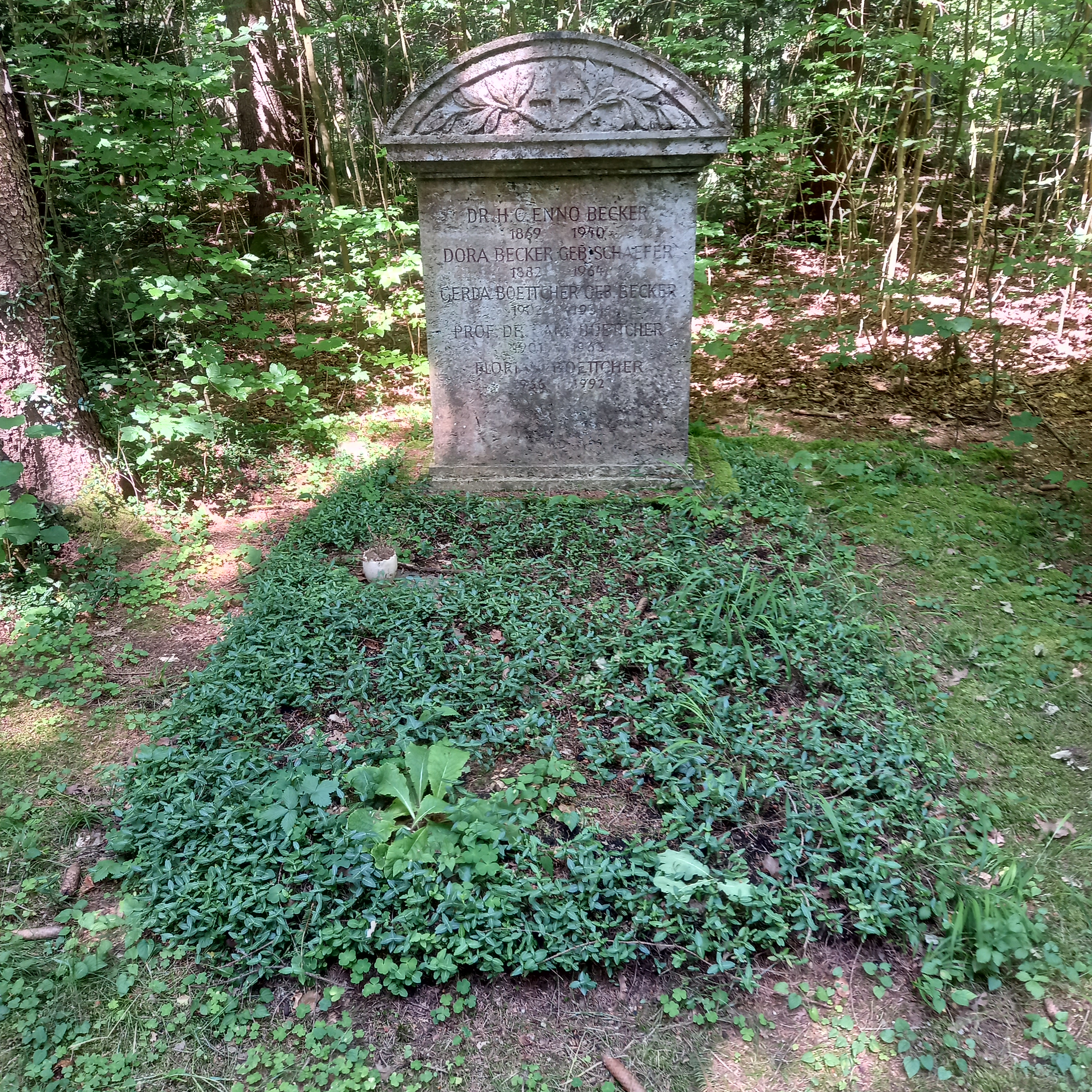
Das Grab von Enno Becker und seiner Ehefrau Dora geborene Schäfer auf dem Waldfriedhof (München)

Enno Franz August Becker (* 17. Mai 1869 in Oldenburg; † 31. Januar 1940 in München) war ein deutscher Jurist. Er verfasste die Reichsabgabenordnung, die Vorgängerin der Abgabenordnung.

## Leben

### Herkunft und erste Jahre
Becker wurde als Sohn des Obersten Wilhelm Theodor Becker (1818–1885) und dessen Ehefrau Alexandra geb. von Buschmann (1829–1910) geboren. Er besuchte das Gymnasium in Oldenburg und studierte Rechtswissenschaft in Freiburg und Berlin. 1891 legte er das erste, 1895 das zweite Staatsexamen ab. 1896 wurde er Hilfsarbeiter im Staatsministerium des Großherzogtums Oldenburg, Departement der Justiz, und 1898 Gerichtsassessor. 1899 kam er als Amtsrichter nach Cloppenburg und wurde im folgenden Jahr an das Amtsgericht Brake versetzt. Von 1901 an war Becker als Landrichter in Oldenburg tätig, 1904/1905 vorübergehend auch als Staatsanwalt. 1906 wurde er Hilfsrichter beim Oberlandesgericht Oldenburg und schon im darauffolgenden Jahr zum Oberlandesgerichtsrat ernannt. Seit 1911 war er zugleich Mitglied des oldenburgischen Oberverwaltungsgerichts, wo er hauptsächlich Steuersachen bearbeitete.

### Tätigkeit in Berlin und München
Im Oktober 1918 wurde Becker auf Vorschlag des späteren Unterstaatssekretärs Stephan Moesle vom Reichskanzler nach Berlin ins damalige Reichsschatzamt und spätere Reichsfinanzministerium berufen und beauftragt, den Entwurf für ein Gesetz über das allgemeine Steuerrecht zu schaffen. Während der Novemberrevolution 1918 begann er mit der Arbeit und lieferte schon zu Ostern 1919 den ersten, vorläufigen Entwurf der Reichsabgabenordnung ab. Im Juli 1919 wurde dieser im Reichskabinett beraten und im November 1919 von der Weimarer Nationalversammlung in dritter Lesung angenommen. Die Reichsabgabenordnung trat am 23. Dezember 1919 in Kraft. Bei seiner nur etwa ein Jahr dauernden Arbeit kam ihm zustatten, dass er als Richter über zehn Jahre im Zivil- und Prozessrecht am Oberlandesgericht sowie in Steuersachen am Oberverwaltungsgericht Erfahrungen sammeln konnte. Im Januar 1920 wurde Becker dann Reichsfinanzrat am Reichsfinanzhof in München. 1922 wurde er zum Senatspräsidenten ernannt und führte bis zu seiner Pensionierung im Jahre 1935 den Vorsitz im Senat für Einkommensteuersachen.

### Weitere Tätigkeiten
Becker war nicht nur der Schöpfer der Reichsabgabenordnung, er verfasste auch den lange Zeit führenden Kommentar zur Reichsabgabenordnung sowie einen Kommentar zum Einkommensteuergesetz. Darüber hinaus veröffentlichte er zahlreiche Beiträge in Zeitschriften und berichtete in der Zeitschrift Steuer und Wirtschaft über die aktuelle Rechtsprechung des Reichsfinanzhofes. Als einer der ersten hatte er das Steuerrecht wissenschaftlich durchdrungen und sich für die Autonomie der steuerrechtlichen Begriffe eingesetzt. Auch an konkreten steuerpolitischen Aufgaben wirkte er mit. So gehörte er 1925 der beim damaligen Reichsverband der Deutschen Industrie gebildeten wissenschaftlichen Kommission für die Ausarbeitung der Grundlagen einer Steuerreform an, die sich mit den Fragen der Gewerbesteuer und des Finanzausgleichs befasste. Er war Mitherausgeber der Schriftenreihe Steuer und Unternehmung und bemühte sich, eine Brücke vom Steuerrecht zur Betriebswirtschaftslehre zu schlagen.

## Bewertung
Obwohl Becker weder eine wissenschaftliche steuerrechtliche Vorbildung hatte noch vernünftige Vorlagen existierten und, nach eigener Aussage, „die Zeitverhältnisse dazu zwangen, den Entwurf in kürzester Zeit und überstürzt zu vollenden“, war die von ihm entworfene Reichsabgabenordnung bis 1976 in Kraft. In dem Nachfolgegesetz, der Abgabenordnung, die als Grundgesetz des Steuerrechts gilt, ist eine Vielzahl von Vorschriften unverändert übernommen worden. Als Richter und Kommentator zu den Steuergesetzen hat er wesentlich zur Entwicklung des Steuerrechts in der Weimarer Republik beigetragen. Seine Verdienste um das Steuerrecht und dessen wissenschaftliche Durchdringung fanden 1925 ihre Anerkennung durch die Verleihung der Ehrendoktorwürde seitens der Juristischen Fakultät der Universität Münster.

## Familie
Becker war verheiratet mit Dora geb. Schäfer (* 23. März 1882), der Tochter des Oldenburger Kaufmanns Karl Schäfer (1853–1933).

## Werke (Auswahl)
- Die Reichsabgabenordnung vom 13. Dezember 1919 nebst Ausführungsverordnungen. Berlin. 1921, 1922.
- Das Einkommensteuergesetz vom 10. August 1925.. In: Enno Becker (Hrsg.): Handkommentar der Reichssteuergesetze. 2 Bde. Stuttgart. 1928–1929.
- Ergänzung der Reichsabgabenordnung. Berlin. 1931.